# Angelo Blasi
Angelo Blasi (Napoli, 19 febbraio 1907 – Napoli, 6 febbraio 1997) è stato un sarto italiano.

## Biografia
Angelo Blasi inizia l'attività sartoriale a 16 anni. Dopo essersi formato presso i laboratori di maestri della scuola partenopea, apre il suo atelier a Napoli negli anni Venti.
Negli anni Cinquanta arriva ad avere 50 dipendenti nel laboratorio della sua sartoria e nel luglio del 1954 fonda, insieme ad altri esperti del taglio, il Circolo mediterraneo dei sarti, un'associazione degna delle nobili tradizioni dell'artigianato sartoriale partenopeo. 
Blasi diviene presidente del Circolo nel 1956 e nello stesso anno dà vita al giornale «La Voce dei Sarti», che fino al 1980 sarà l'espressione della categoria.
Già dagli anni Cinquanta, ricopre un ruolo di spicco a livello nazionale, grazie alle sue qualità di sarto e alle sue capacità organizzative e dà un contributo essenziale per la realizzazione della manifestazione Cento anni di moda a Napoli, evento di grande successo, che si svolge a Palazzo Reale nel 1959. A Sanremo riceve il premio Sole d'oro per la costante collaborazione all'organizzazione delle manifestazioni del Festival della Moda Maschile.
Nel 1967 fonda insieme ad altri maestri tagliatori, il Centro internazionale moda sarti (CIMS), un organismo di carattere tecnico, al fine di valorizzare l'intervento decisivo del sarto nella creazione della moda.
Durante la sua attività ha vestito i maggiori esponenti dell'alta società napoletana e personalità illustri, quali Beniamino Gigli ed Eduardo de Filippo. Michelangelo Testa, direttore della rivista «Arbiter» lo definisce in un articolo del 1966 «un grande campione della moda italiana» per «l'estro dell'artigiano, la sua decifrabile impronta e il rigore della tecnica», tecnica che trasmetterà a molti giovani che diventeranno poi grandi sarti.
Angelo Blasi muore nel 1997.

## Archivio
Il fondo Blasi Angelo è costituito da foto di abiti, poche lettere e riviste di moda maschile con articoli sull'azienda. A seguito della chiusura dell'attività, la maggior parte della documentazione è andata persa. L'archivio è stato oggetto di studio nella prima fase del censimento svolto nell'ambito del progetto nazionale Archivi della Moda del Novecento da funzionari della Soprintendenza archivistica per la Campania, durante il biennio 2009-2010.